# Българско училище „Дунав“
Българско училище „Дунав“ е създадено през 2005 от ентусиазирани родители с цел съхраняването на българския език и култура. В него се обучават деца от всички възрасти, живеещи в двете австрийски провинции Линц и Залцбург,
В училището те намират подходяща среда, където имат възможност да обогатят речниковия си запас и биват стимулирани да разговарят помежду си на български език. Tук eзиковите знания, които те са добили като основа на матерния език в родната си къща, биват задълбочени и обогатени, а добрите познания на матерния език се отразяват положително на успехите при изучаване на немски език, както и на другите учебни предмети.
В часовете по български език, история и фолклор децата изучават не само майчиния си език, но и научават повече за българската литература, култура, история и традиции.
Училището се подкрепя от Министерство на образованието на Р България, Посолството на България в Австрия, Асоциацията на българските училища в чужбина, Агенцията на българите в чужбина, Училищния инспекторат, както и Народния университет на Горна Австрия.
Преподава се по актуалния учебен план на Министерство на образованието и науката в Република България. Използват се учебници и учебни помагала, одобрени от МОМН.
Ученическите свидетелства са валидни в България.
Уебстраница: www.bgschule-linz.com

Филиал Линц
Pfarrheim St. Franziskus
Neubauzeile 68, 4030 Linz
Tel. 0699/11091039
office@bgschule-linz.com

Филиал Залцбург
Verein VIELE
Rainerstraße 27, 1. Stock
5020 Salzburg
Tel. 0699/11091039
office@bgschule-linz.com

Филиал Велс
Quartier Gartenstadt
Otto-Loewi Straße 2
4600Wels 
Tel. 0699/11091039
office@bgschule-linz.com